# Giuseppe Catizone
Giuseppe Catizone (* 20. September 1977 in Waiblingen) ist ein deutsch-italienischer Fußballspieler.

## Karriere
Er begann das Fußballspielen beim SV Fellbach, bevor er zu den Junioren des VfB Stuttgart wechselte. Später spielte er in der Amateurmannschaft des Vereins, bevor er 1999 in den Bundesligakader aufrückte. Catizone bestritt fünf Bundesligaspiele mit dem VfB.
Im Jahr 2001 wechselte der rechte Mittelfeldspieler zum 1. FC Saarbrücken in die Zweite Bundesliga, ein Jahr später zum Regionalligisten Stuttgarter Kickers. Den Kickers gehörte er bis zum Ende der Spielzeit 2004/05 an. Nachdem Giuseppe Catizone zwischenzeitlich vereinslos war, spielte er zunächst bei der SG Sonnenhof Großaspach. Seit Januar 2007 gehört er dem 1. FC Normannia Gmünd an. Am 15. März 2017 gab der Verein bekannt, dass Catizones auslaufender Vertrag nach Saisonende 2016/17 nicht mehr verlängert wird. Er kehrte nach Saisonende zu seinem Stammverein SV Fellbach zurück.